# Drymonia argentea
Drymonia argentea är en fjärilsart som beskrevs av Adolf G. Closs 1916. Drymonia argentea ingår i släktet Drymonia och familjen tandspinnare. Inga underarter finns listade i Catalogue of Life.